# 青泥河
青泥河，是中国长江流域的一条河流，汇入嘉陵江，属于嘉陵江水系。河长127千米，流域面积1866平方千米，多年平均流量15立方米每秒。自然落差655米。水能理论蕴藏量5万千瓦。